# Mikko Perkola
Mikko Perkola est un gambiste finlandais spécialisé dans le répertoire baroque.

## Biographie
Mikko Perkola a étudié le violon et la viole de gambe à l'Académie Sibelius d'Helsinki en Finlande et au Conservatoire Royal de La Haye (Koninklijk Conservatorium Den Haag) aux Pays-Bas.
Ses professeurs furent Arvo Haasma, Markku Luolajan-Mikkola et Wieland Kuijken.

## Discographie

### Avec le clavecinisteAapo Häkkinen
- 2007 : "Viola da Gamba Sonatas, BWV 1027-1029 / Trios" de Jean-Sébastien Bach
- 2011 : "Suites for Viola da gamba" et "27e ordre de clavecin en si mineur" de François Couperin